# Shanghai World Financial Center
O Shanghai World Financial Center (Chinês simplificado: 上海环球金融中心; Chinês tradicional: 上海環球金融中心; Pinyin: Shànghǎi huánqiú jīnróng zhōngxīn) é um arranha-céu edificado na cidade de Xangai, na China. Atualmente, é o sétimo mais alto edifício do mundo, bem como o segundo maior já erguido no país — sendo superado somente Shanghai Tower.
Ele abriga escritórios, hotéis, salões de conferência, terraço de observação e lojas no primeiro andar. O hotel Park Hyatt Shanghai, um dos mais luxuosos da China, tem 175 quartos e suítes e está localizado no edifício. Concluído em 14 de setembro de 2007, e inaugurado em 28 de agosto do ano seguinte, o Shanghai World Finance Center é, atualmente, com 492 metros de altura e 101 andares, a segunda maior estrutura da China, atrás somente da Canton Tower, na cidade Guangzhou.

## História
Desenhado por Kohn Pedersen Fox, o edifício de 101 andares foi planejado inicialmente para ser concluído em 1997 mas o trabalho foi temporariamente interrompido por causa da Crise financeira asiática e depois para se adaptar às mudanças no projeto. A construção da torre foi financiada por algumas companhias multinacionais, incluindo japonesas, chinesas e bancos de Hong Kong, assim como por investidores japoneses e investidores anônimos americanos e europeus. O banco de desenvolvimentos Americano Morgan Stanley está coordenando o investimento no Mori Building.

## Arquitetura

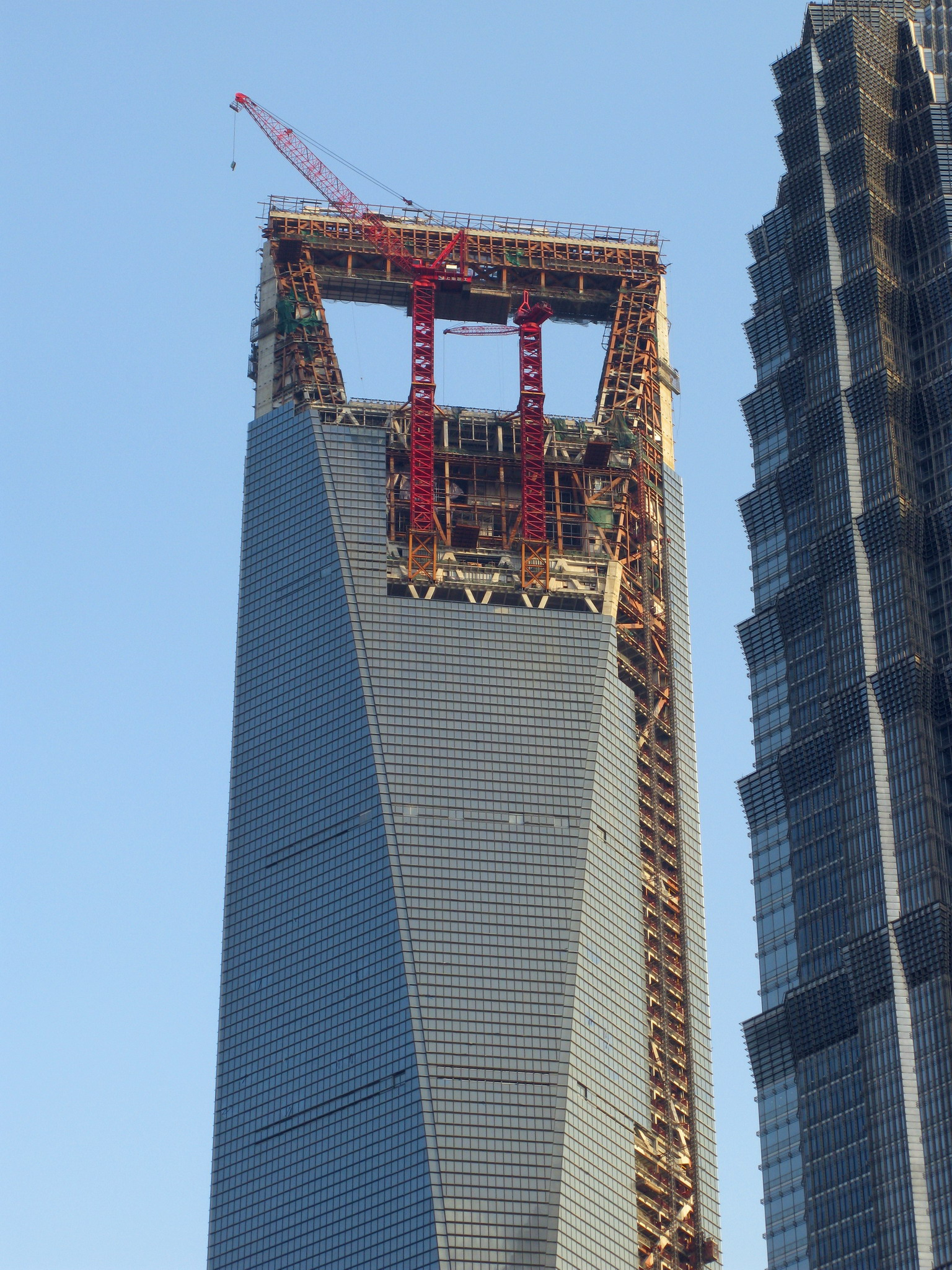
A abertura em construção no topo do edifício

A característica mais distintiva do desenho deste edifício é a abertura no topo. A abertura originalmente foi planejada para ser circular, como um portal lunar, mas o desenho começou a gerar protestos por parte dos chineses, incluído do prefeito de Xangai, os quais consideram o desenho muito similar ao sol nascente desenho da Bandeira do Japão.  Pedersen sugeriu que uma ‘’ponte’’ fosse colocada no fundo da abertura, o que o tornaria menos circular.  Em 18 de Outubro de 2005, KPF propôs uma alternativa ao desenho do Mori Building em que uma abertura em forma de trapézio substituirá um círculo no topo da torre,  que junto à mudança do controverso desenho também tornará mais fácil a conclusão do edifício de acordo com os arquitetos.  Um posto de observação no 100º andar também se tornou parte do desenho final.
Até o último andar do edifício tem 492 m (1,614 pés), e tem temporariamente o maior tecto do mundo. Antes da construção, a altura da torre foi planejada para ter 510m então o edifício pode deter temporariamente o título de maior edifício do mundo (até o topo) superando o Taipei 101, mas um limite para a altura foi imposto, permitindo que o telhado alcançasse no máximo 492m.  O arquiteto William Pedersen e o desenvolvedor Minoru Mori resistiu às sugestões para adicionar uma espiral no topo a fim de superar o Taipei 101 e talvez do Freedom Tower.  Mesmo assim, seu telhado é o maior do mundo, será o terceiro assim que a Burj Dubai e o Chicago Spire estejam terminados. O SWFC tem uma área de mais 377,300m², 31 elevadores e 33 escadas.

## Construção
A pedra fundamental foi lançada em 27 de Agosto de 1997. No final dos anos 1990 a japonesa Mori Building Corporation teve os fundos bastante reduzidos devido a crise financeira asiática, que paralisou o projeto depois que as fundações haviam sido completadas. Em 13 de Fevereiro de 2003, o Mori Group aumentou a altura do edifício para 492 metros (1,645 pés) e 101 andares dos planos iniciais de 460 metros(1,509 pés) e 94 andares.
O novo edifício terá a mesma fundação do desenho inicial. A construção do edifício  foi definida em 16 de novembro de 2003.
O edifício alcançou a altura total de 492 em 14 de Setembro de 2007 após a instalação da última viga de aço.

## Acidente
SWFC ocorreu um incêndio em 14 de Agosto de 2007. O fogo atingiu primeiro o 40º andar, por volta das 16:30 PM (horário local) e logo a fumaça podia ser vista claramente saindo do edifício. Às 17:45, o fogo foi controlado. O dano foi logo avaliado como insignificante e ninguém foi atingido durante esse acidente.

## Galeria

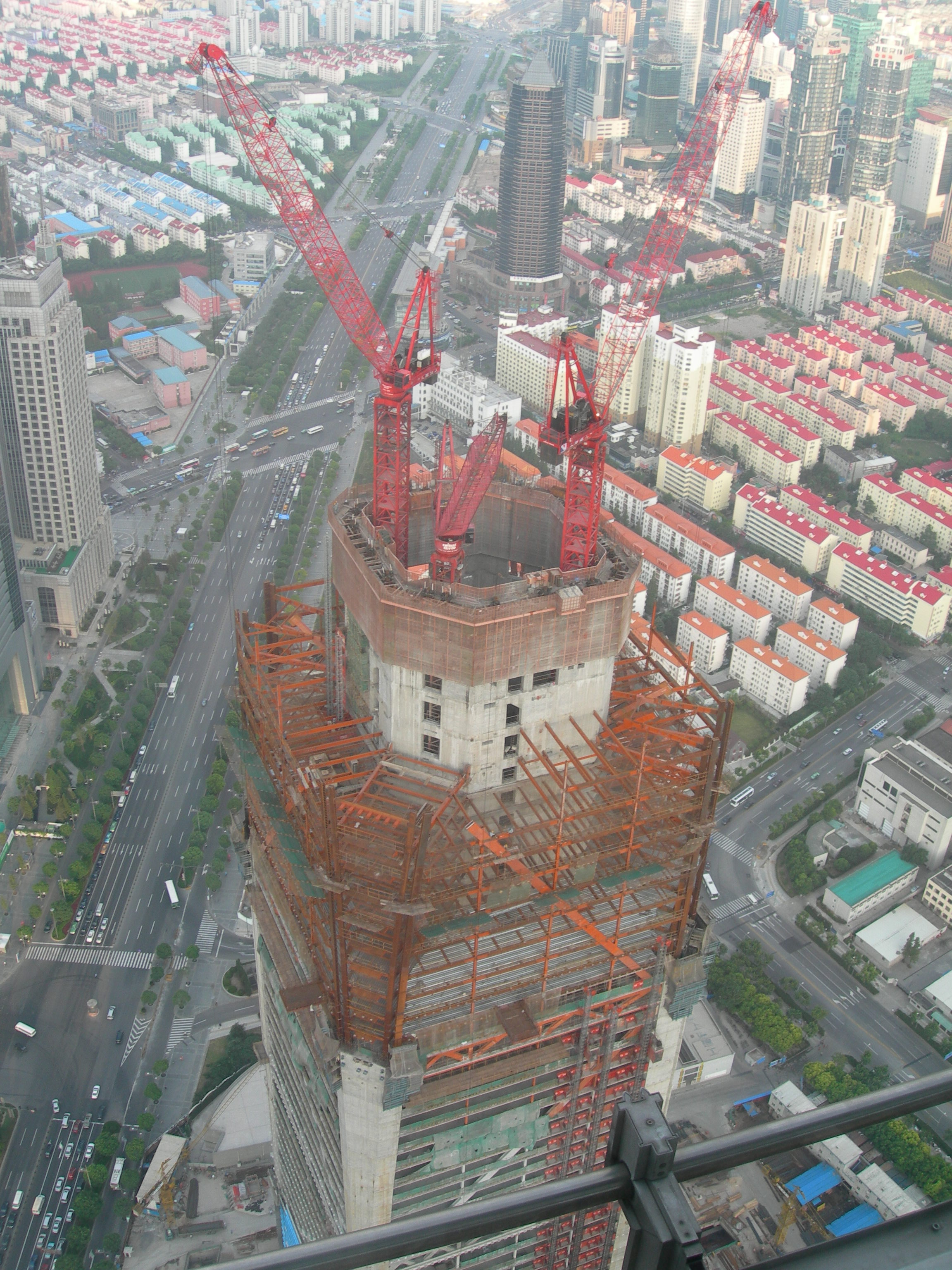
SWFC em construção, 24 de Agosto de 2006
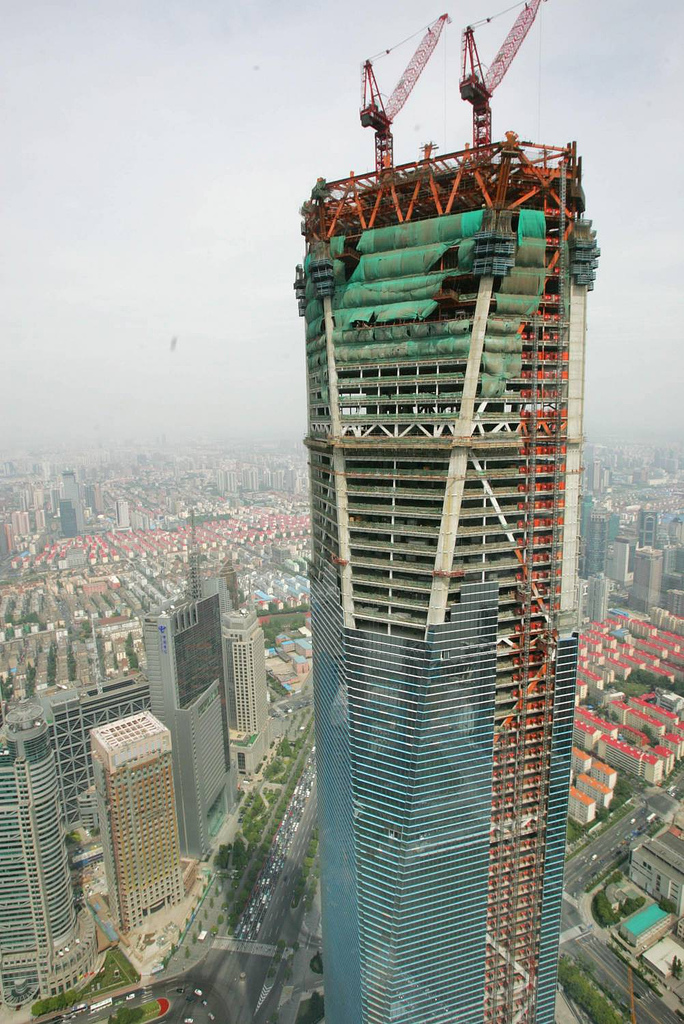
SWFC em construção, 20 de Maio de 2007
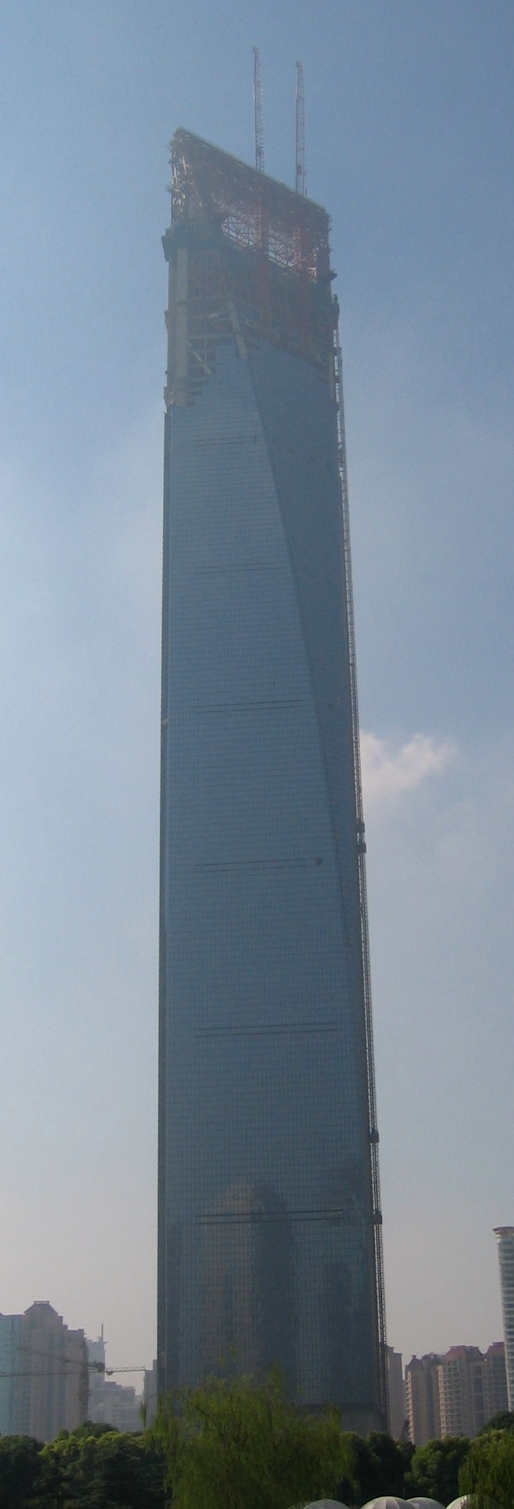
SWFC em construção, 10 de Setembro de 2007